# Areias (Barcelos)
Areias es una freguesia portuguesa del municipio de Barcelos. Según el censo de 2021, tiene una población de 1026 habitantes.